# Kulturvetenskap
Kulturvetenskap (engelska: cultural studies) är helheten av alla de akademiska discipliner som studerar mänskliga kulturer, eller uttrycken för, eller lämningarna, efter mänskliga kulturer, till exempel humaniora, samhällsvetenskap och dylikt. Den har sitt ursprung i 1960- och 1970-talens teoristrider inom human- och samhällsvetenskaperna. Den är inget avgränsat "fält", någon avgränsad teori eller metodologi, utan för bruk av flera - marxism, feminism, dekonstruktion, psykoanalys, etnografi. Cultural Studies analyserar med hjälp av dessa och andra verktyg.

## Antidisciplin
Under 1990-talet kunde man notera ett ständigt ökande intresse för kulturstudier i allmänhet och för den tradition som går under beteckningen cultural studies i synnerhet. Detta intresse avtecknar sig i den rad av olika tidskrifter som publicerar kulturteoretiska artiklar, som bl.a. Cultural Studies, Theory, Culture & Society, New Formations, Screen och Young.
Cary Nelson, Lawrence Grossberg och Paula Treichler beskriver i sin omfattande antologi Cultural Studies traditionen som en antidisciplin som värjer sig mot att etableras som vetenskaplig disciplin. Ett annat av traditionens kännetecken är att den är stadd i ständig förändring. I sin strävan att fånga upp varje nytt kulturfenomen utvecklas och förändras den i takt med att kulturen utvecklas och förändras. Forskare inom traditionen har därför även intresserat sig för internet, cyberrymd, virtuell verklighet och ny informationsteknik i allmänhet.
Från att ha varit en brittisk angelägenhet har cultural studies-traditionen blivit en global företeelse även om det framför allt är i västvärlden som traditionen har vuxit sig stark. 

## Den brittiska cultural studies-traditionen
Den brittiska traditionen har sedan den etablerades i slutet av 1950-talet hämtat influenser från en stor mängd både brittiska och kontinentala teorier och traditioner, bl.a. marxismen, semiotiken, den franska strukturalismen och poststrukturalismen, Gramscis och Althussers teorier, Frankfurtskolan, feminismen och postmodernitetsdiskussionen. Den har dessutom lockat till sig forskare från alla möjliga discipliner. 
Det är framför allt fyra teoretiker och en akademisk institution som brukar förknippas med traditionens uppkomst och etablering; Raymond Williams, Richard Hoggart, E.P. Thompson samt Stuart Hall; institutionen är Birmingham Centre for Contemporary Cultural Studies eller Birminghamskolan, vilken etablerades 1964 under ledning av Hoggart. Även Hall, Dick Hebdige, David Morley, Paul Willis och Angela McRobbie var verksamma där.

## Den amerikanska cultural studies-traditionen
Inom den amerikanska traditionen är Lawrence Grossberg en av de ledande teoretikerna. Han har framför allt ägnat sig åt analyser av rockmusik och populärkultur, senare har han intresserat sig för kopplingar mellan populärkultur och politiska förändringar.
Janet Wolff är en annan figur inom traditionen, en av de främsta företrädarna för "konstens sociologi". I sina tidigare skrifter utarbetar hon en grundläggande teoretisk referensram för en sociologisk analys av estetiska fenomen.
Kvinnors läsning av romantisk litteratur har länge betraktats som något som har en konserverande effekt på könsroller och som motverkar kvinnors försök till frigörelse från patriarkatet. Janice Radway försöker nyansera denna bild och genom att studera kvinnors reception av kärleksromaner utveckla en förståelse för de faktorer som bidrar till att göra denna typ av litteratur så begärlig. 
Donna Haraway är en historiker och feminist som i stor utsträckning har ägnat sig åt att analysera den föränderliga relationen mellan människa, teknologi och natur. Hon är kanske mest känd för sin användning av cyborger som ett slags metafor för skapandet av en könsidentitet i det postmoderna samhället.